# 가아라

가아라(砂漠の我愛羅)는 만화 《나루토》의 등장인물이다.
성우: 이시다 아키라 / 한채언→김래환(나루토 질풍전 493화 이후)
더빙판 애니 20화에서는 오역으로 '사막의 가아라'라고 나오며, 성은 밝혀진 바가 없다. 별명은 사폭의 가아라이다. 4대 카제카게의 차남으로, 풍술사 테마리와 인형술사 칸쿠로의 남동생이다. 아홉 미수 중 하나인 '수학'의 인주력이다. 사폭이라는 별명답게 모래를 이용한 인술을 사용한다.
어릴적부터 사람들에게 괴물로 인식받았는데 이 때문에 모든 것을 증오하고 파괴하는데만 관심을 갖는 어두운 성격을 지니게 되었다. 오로치마루와 연합한 모래 마을 상층부의 명령으로 '나뭇잎 부수기'에 동참하였다가 자신과 같은 인주력인 우즈마키 나루토와 싸운 후 개과천선한다. 나루토처럼 마을사람들의 인정을 받기 위하여 노력한다.
이후 나뭇잎 닌자들의 우치하 사스케 탈환 임무를 도와, '록 리'와 싸우고 있던 오로치마루의 부하 '카구야 키미마로'와 맞서며 재등장한다. 2부에선 아버지의 뒤를 이어 모래마을의 5대 카제카게가 되어 마을사람들의 존경을 받는 영웅으로 등장한다. 그러나 아카츠키의 멤버 데이다라와의 대결에서 패배하여 미수를 뽑히고 사망한다. 그의 시체는 나루토 일행의 노력에 의하여 구해지고, 모래마을의 장로 '치요'의 전생술에 의해 극적으로 부활한다. 5카게 회담에 참석하여 단조를 암살하러 잠입한 사스케와 잠시 대결하였으며, 아카츠키와 맞서기 위하여 결성된 5대국 닌자연합군의 실질적인 전투대장으로 임명되어 대활약한다.